# 스틸리코
플라비우스 스틸리코(라틴어: Flavius Stilicho, 365년 ~ 408년 8월 22일)는 서로마 제국 말기의 반(半)게르만계 장군 · 정치가. 각지를 전전하면서 로마를 방위했고 호노리우스를 서로마 제국 황제로 옹립해 정치적 ·군사적 실권을 장악했다. 게르만 족과의 싸움에 승리하는 등 다 쓰러져가던 서로마 제국을 지탱했다.

## 생애
반달족 출신의 아버지와 로마인 어머니 사이에서 태어났다고 전한다. 그의 아버지는 로마 군대에 기병 장교로서 복무하고 있었다고 하지만 자세한 것은 알 수 없다. 그는 게르만 족들처럼 아리우스파를 신봉했다.

### 테오도시우스의 측근
젊은 나이에 로마군에 입대하여, 당시 제국 동부를 통치하고 있던 테오도시우스 1세의 휘하에서 두각을 나타낸다. 테오도시우스는 동서로 분열되기 전의 로마를 다스린 마지막 황제였다. 384년, 테오도시우스의 명령으로 사산 조 페르시아에, 아르메니아 왕국의 분할에 관한 평화 교섭의 사절로서 파견되었다.
교섭은 성공했고, 스틸리코는 테오도시우스의 호위대장으로 등용되어 서고트족으로부터 국토를 방위 임무를 맡게 되었다. 스틸리코의 능력을 인정한 테오도시우스는 조카딸 세레나를 자신의 양녀로 삼아 그와 결혼시켰다. 두 사람 사이에는 아들 에우케리우스가 태어났다.
그리고 392년 발렌티니아누스 2세가 암살되자 테오도시우스 1세 옆에서 군대를 지휘했고, 로마와 동맹을 맺은 서고트족의 족장 알라리크와 함께 후리기두스의 전투에서 승리를 거둔다. 그리고 테오도시우스로부터 서로마 제국의 방위를 맡길 적임자로 인정받아 고위 군사령관(마기스텔 · 미리툼)의 한 명으로 임명되었다.

### 로마군 사령관
394년에 주군 테오도시우스 1세가 동서 로마를 통일한 뒤에는, 테오도시우스로부터 로마군 총사령관(마기스텔 · 우트리우스퀘 · 미리테)으로 임명된다. 이듬해 395년 테오도시우스 1세는 사망하였고, 제국의 동쪽은 장남 아르카디우스, 서쪽은 차남 호노리우스에게 맡겨졌고 그는 서로마 제국의 황제 호노리우스의 후견인을 맡았다.
하지만 아르카디우스나 호노리우스 모두 정무에는 관심조차 없었으므로, 이 무렵부터 스틸리코가 사실상의 서로마 제국의 최고 군사령관으로서 제국의 방위에 분주한다. 실질적인 통치자로서 취한 첫 번째 조치로서, 그는 엄동설한에 알프스를 넘어 바젤의 요새에서 바타비아의 늪지대까지, 라인 강을 따라 내려와서 수비대의 상황을 점검하고 게르만 족의 움직임을 진압해, 강변 지대에 황고하고 영예로운 평화를 다져놓은 다음, 믿을 수 없을 만큼 빠른 속도로 메디오라눔(라틴어: Mediolanum, 지금의 밀라노)의 궁정으로 귀환했다.

### 루피누스 살해
동방에서부터 몰려온 훈족의 서방 진출은 게르만족의 대이동을 촉발시켰다. 가장 먼저 압력을 받은 것은 앞서 설명한 서고트족으로, 족장 알라리크가 정식으로 서고트족의 왕으로 취임하여(알라리크 1세) 로마군과의 동맹을 파기하고 395년 1월부터 제국의 영토를 침범, 트라키아(라틴어: Thracia, 지금의 발칸반도 남동부)를 쑥대밭으로 만들었다.
이에 스틸리코는 동로마와의 공동방위노선을 택해, 메디오라눔을 포위한 서고트족 군대를 격퇴한다. 그러나 아르카디우스의 측근으로 친위대 장관이었던 루피누스의 방해로 알라리크를 더 추격하지 못하고 서로마로 귀환해야 했다. 동시대의 시인 클라우디아누스에 의하면, 아드리아 해변을 따라 진군해오던 스틸리코는 그리스 북동부의 항구도시 테살로니카에서 동방 병력을 콘스탄티노플로 돌려보내고 서방 병력은 서쪽으로 귀환하며, 그렇지 않을 경우 이를 동로마 궁정에 대한 적대 행위로 간주한다는 아르카디우스의 명령서를 받았다. 이때 스틸리코는 "비겁한 그 바보(루피누스)의 짓이야!"라는 분노를 토했다고 한다.
루피누스는 스틸리코의 휘하에 있던 동로마군 소속 군단을 철수시킴으로써 방해에 성공했지만, 콘스탄티노플 부근 1마일 떨어진 마르스의 들판에 있는 헤브도몬 궁정에서 대신과 황제가 군대에 예를 바치는 자리에서 병사에게 살해당한다.
루피누스 피살에 스틸리코가 관여했을 지도 모른다는 주장도 있으나 확실하지는 않다. 다만 콘스탄티노플로 귀환하는 동방 병력을 이끈 인물은 스틸리코의 휘하 장군이었던 고트족 출신의 장군 가이나스였다. 그러나 루피누스가 죽은 뒤 그가 개인으로부터 불법으로 빼앗은 재산은 본래 주인에게로 돌아가는 대신 모두 국고로 환수되었고, 가이나스조차 스틸리코를 버리고 동로마에 가담해버렸다.
콘스탄티노플 원로원은 스틸리코를 '공화국의 적'으로 선포하고 동로마 속주에 있던 스틸리코의 재산을 몰수했다. 스틸리코는 개인적인 복수를 성취한 것 말고는 아무것도 얻지 못했을 뿐 아니라 아르카디우스의 측근들로부터 고용된 자객들로부터 수차례 암살 위협까지 받게 되었다.
397년에 스틸리코는 알라리크의 침략에 맞서 다시 그를 치러 나섰다. 이오니아 해를 지나 코린토스 인근의 지협에 정박한 스틸리코의 군대는 숲이 울창하고 험준한 지형이었던 아르카디아 지방에서 알라리크와 충돌했다. 고트족은 질병에 탈주하는 병사들까지 속출하면서 상당한 손실을 입고 페네우스 강의 수원지와 엘리스 변경 지대 근처인 폴로에 산으로 천천히 퇴각했는데, 스틸리코는 이들의 진영을 곧바로 포위하고 강줄기의 흐름을 다른 쪽으로 바꾸어 놓고, 탈출하지 못하도록 주위에 견고한 참호를 파놓았다.
하지만 운좋게도 알라리크는 그의 포위망을 빠져나가 에피루스의 속주를 완전히 장악했고, 콘스탄티노플의 대신들에 대한 알라리크의 공작으로 동로마에서는 스틸리코에게 동로마 영토에서 물러나도록 명령했다. 결국 스틸리코는 알라리크를 잡지도 못하고 물러났으며, 알라리크를 동로마 황제의 동맹이자 신하로서 인정해야 했다.

### 아프리카 전쟁
397년에 북아프리카의 총독(코메스) 길도가 서로마를 버리고 동로마에 가담하자, 스틸리코는 콘스탄티노플에 항의하는 한편, 원로원에 가서 길도를 '공공의 적'으로 결의해 줄 것과 함께, "우리 식량이 일개 무어인의 마음 하나에 달려 있습니다. 게다가 그 인물은 공급자가 아니라 협박자로 행동하게 되었습니다."라며 군대를 파병할 것을 원로원에 요청했다. 여기에 밀라노에 있던 호노리우스까지 로마로 불러 원로원 회의장에서 길도를 토벌해야 할 필요성을 연설하게 한 다음 원로원이 만장일치로 그 결의안을 채택하고 나서야 군사행동을 개시했다(단, 스틸리코는 원정에 직접 참여하지 못하고 대신 길도의 친동생으로 두 아들을 형에게 잃고 이탈리아에 망명해 있던 마스케젤에게 원정군 지휘를 맡겼다).
북아프리카의 곡물 수확에 의존하고 있던 로마가 길도의 곡물 수출 금지 조치에 의해 식량문제에 시달릴 것이라는 우려도 전해졌는데, 스틸리코는 이에 대한 대비책으로 갈리아 내륙의 속주에서 거두어들인 대량의 곡물을 론 강의 빠른 물살에 실어, 테베레 강까지 수송해 와서 아프리카 전쟁 내내 로마의 곡물 창고에 가득 채워두게 했다.
마스케젤이 이끄는 7개 부대의 병력은 고작 5000명에 불과했는데, 이들은 투스카니의 피사 항을 출발해 카프라리아 섬에서 병력을 보충한 뒤, 코르시카의 암초를 피해 사르디니아 동쪽 해안을 따라 거센 남풍을 피해 아프리카의 해안에서 140마일 떨어진 칼리아리의 안전하고 넓은 항구에 배들을 안착시켰다.
길도는 북아프리카의 전 병력을 동원해 모두 7만의 군대로 맞섰지만, 첫 전투에서의 어이없는 패배로 피 한 방울 흘리지 않고 마스키엘은 승리를 얻었다. 길도는 동로마로 도망치려다 타브라카 항구에서 주민들에게 붙들려 지하감옥에 갇혔고 그곳에서 스스로 목숨을 끊었다.
스틸리코는 이번에도 '공화국의 법률'을 존중하는 태도로 길도측 포로의 판결을 서로마 원로원과 시민들에게 맡겼다. 한편 마스케젤은 전쟁이 끝난 뒤 밀라노 궁정으로 귀환했는데, 스틸리코와 함께 다리를 건너다 아무 이유없이 낙마해 강에 빠지더니 미처 구할 틈도 없이 익사하고 말았다. 얼마 뒤 스틸리코는 자신의 딸 마리아를 황제 호노리우스와 결혼시켰다.

### 알라리크의 이탈리아 침공
동로마 제국에 의해 동부 일리리쿰의 총사령관으로 임명되었을 뿐 아니라, 서고트족의 왕으로 추대된 알라리크는 차츰 서로마 제국의 영토로 눈길을 돌리기 시작했다. 서기 400년부터 403년까지 그는 여러 차례 이탈리아를 공격했다. 이때 스틸리코는 반달족을 막기 위해 라에티아의 국경지대에 파견되어 있었고 새로운 군대를 소집하려면 많은 시간이 걸리는 상황이었다.
스틸리코는 밀라노 궁정이 자신이 자리를 비운 동안만이라도 버텨준다면 알라리크와 맞설 군대를 거느리고 돌아오겠다는 약속을 하고, 서둘러 라리오 호수를 건너 산악 지대를 지나 알레만니족을 굴복시키고 인근의 적으로부터 구출된 보병대를 모아들였다. 벽지에 있던 군대에도 명령을 내려 황제와 이탈리아 본국의 방어에 나서도록 하고, 브리타니아의 방벽을 지키고 있던 주둔군과 알라니족의 대규모 기병대까지 소집되었다.
궁전이 있던 메디오라눔을 빠져나와 아를로 파천하고자 알프스로 향하던 호노리우스는 포 강을 미처 건너기도 전에 고트족 기병대에게 따라잡혔고, 다급히 인근 리구리아의 한 마을이었던 아스타의 요새에 몸을 피했다. 이 요새는 곧 알라리크에 의해 포위되었는데, 스틸리코는 앞서 뽑았던 선봉부대를 이끌고 아두아 강을 헤엄쳐 건너와, 아스타 성벽 아래에서 고트족 진영을 돌파했다. 이미 알라리크의 호송부대를 차단한 로마군은 고트족 포위군의 대열을 역포위할 준비를 갖추고 있었다.
403년 3월, 스틸리코는 폴렌티아에 주둔하고 있던 알라리크의 고트족 진영에서 부활절 축제 의식을 거행하는 동안 공격을 감행했다. 그가 실행을 맡긴 것은 알라니족의 족장으로 테오도시우스의 고참 장군 가운데서도 평판이 좋던 사울이었다. 사울이 전사하자 기병대는 당황하여 도주했고, 뒤이어 스틸리코가 로마인과 야만족으로 이루어진 보병대를 이끌고 공격해 들어갔다. 그날 저녁 고트족은 퇴각했고, 이 싸움에서 알라리크의 처가 포로로 붙잡혔다.
당시 사람들은 스틸리코의 이 승리를 옛날 같은 장소에서 북방 야만족의 군대를 물리쳤던 마리우스의 승리에 견주었다고 한다.

### 비밀 협상
폴렌티아에서의 승리 이후, 스틸리코는 알라리크에게 돈을 받고 물러날 것을 제안했다. 고트족 내부에서도 알라리크를 왕으로 추대하기는 했지만 이미 상당수의 족장들이 자신들의 이해관계를 놓고 호노리우스 황제나 스틸리코와 비밀스럽게 연락을 주고받으며 협상을 진행 중이었다. 알라리크의 진영이나 군사 회의에서 나온 계획은 그때그때 즉시 스틸리코의 귀에 들어갔고, 로마군은 그의 움직임을 예의주시하고 있었다.
결국 알라리크는 호노리우스와 조약을 맺고, 이탈리아에 이끌고 들어갔던 대군의 생존자들과 함께 포 강을 건너 돌아갔다. 돌아가는 길에 라에티아알프스의 주요 통행로에 있던 베로나를 점령하려던 알라리크의 계획은 베로나 성벽 부근에서 다시 한번 좌절되었고, 알라리크 자신도 말 한 필에 의지해 간신히 도망쳐야 했다.
스틸리코는 무방비 상태의 메디오라눔 궁정에서 황제의 안전이 위기에 처했던 근래의 경험을 교훈삼아, 온 나라가 야만족으로 뒤덮이더라도 안전할 수 있는 접근 불가능한 요새로 된 피난처를 이탈리아 내에 마련하고자 했다. 그러나 로마 시민들은 차츰, 스틸리코가 여러 차례 공화국의 적을 패배시켰고 포위시켜 죽일 기회가 얼마든지 있었음에도 도망치게 내버려두었다며 비난하기 시작했다.
그에게는 항상 '반(半)야만족' 내지는 '아리우스파 이교도'라는 비난이 따라다녔으며, 또한 황제의 부하 사령관이라는 직함 때문에 원로원이나 황제의 측근으로부터 수많은 정치적 방해를 받았다. 호노리우스가 어렸을 때에는 황제의 후견인으로서 군대와 정치를 움직일 수 있었지만, 호노리우스가 성인이 된 뒤에는 그와 소원해졌다. 황제의 측근이었던 올림피우스가 그 반대파의 필두였다. 그리고 알라리크를 잡지 않은 것도 실은 그와 내통하고 있기 때문이라는 소문이 나돌면서 그의 입지는 갈수록 좁아져갔다.

### 라다가이수스를 격퇴하다
서기 405년, 동고트족의 라다가이수스가 게르마니아의 북쪽 끝에서 수에비족ㆍ반달족ㆍ부르군트족으로 이루어진 로마의 성문 가까이까지 진군해와서 서로마를 멸망시키기 위한 군대를 진주시켰다. 전장에 나아갈 힘이 있는 남자 20만 명, 여자와 아이들 그리고 노예들까지 합치면 40만 명에 달했다.
이듬해부터 이들은 이탈리아를 위협하기 시작했다. 이때의 서로마는 너무 쇠약해져서 도나우 강의 요새를 복구하거나 적극적인 대처로 이들의 침략을 막아내기에는 역부족이었다. 스틸리코는 이탈리아 방어만을 목표로 삼고, 다시 한 번 군대 소집과 신병 모집에 착수했지만 엄하게 끌어가려고 해도 다들 겁에 질려 이리저리 빠져나갔다.
이에 스틸리코는 탈영병들을 체포하거나 회유하는데 온갖 수단을 동원하고, 병적에 이름을 올린 노예들은 금화 두 닢과 함께 자유민으로 만들어주는 등의 조치로 간신히 3,4만 명의 병력을 모았다. 여기에 대규모의 야만족 보조군으로 30개 군단을 보강했다. 라다가이수스의 군사들이 알프스, 포 강, 아펜니노 산맥을 지나는 사이, 티키눔(혹은 파비아)에 있던 스틸리코는 조용히 멀리 떨어진 병력이 모두 집결할 때까지 기다렸다.
이 과정에서 이탈리아의 많은 도시들이 라다가이수스에 의해 약탈되거나 파괴되고, 마침내 피렌체가 포위되었다. 이번에도 스틸리코는 강고한 포위선으로 적을 둘러싼다는, 예전 알라리크에게 써먹었던 전술을 라다가이수스에게도 펼쳐서 큰 전과를 올렸다. 굶주린 야만족들은 자포자기 상태로 스틸리코의 요새를 향해 돌격해왔지만, 이때마다 번번이 격퇴당했다.
그리고 때맞춰 군사와 군량이 피렌체로 공급되면서 라다가이수스의 대군은 피렌체와 스틸리코 양쪽에 역으로 포위당했다. 라다가이수스는 사로잡혀 처형당했고, 포로들은 헐값에 노예로 팔려갔다. 그의 동맹으로 펜니노와 알프스 두 산맥 내지는 알프스와 도나우 강 사이에 진을 치고 있던 다른 게르만족이 10만은 족히 되었지만, 이들에 대해서도 스틸리코는 라인 강으로 달려가면서 당시 로마와의 동맹관계에 있던 프랑크족과의 동맹관계를 다지고, 그들이 로마와 이탈리아로 오는 것을 막고 퇴각하도록 유도했다.
로마와 이탈리아의 안전만을 목표로 삼아 멀리 떨어진 다른 속주들의 부와 평화는 지나칠 정도로 무관심하게 희생시켰던 스틸리코의 태도는 오로시우스나 히에로니무스로부터 야만족의 침략을 선동했다고 비판받게 된다.

### 죽음 그리고 그 후
같은 고트족(동고트족)인 라다가이누스가 스틸리코와의 전쟁에서 전사하는 동안 알라리크는 중립을 지켰다. 반달족을 물리친 스틸리코는 동로마 속주에 대한 자신의 권리를 재차 주장하면서, 현지의 법률과 재정을 담당할 민정 관료들을 임명하는 한편 로마와 고트족 연합군을 이끌고 당장 콘스탄티노플까지 쳐들어가겠다고 선언했지만, 내전을 피하고 싶어했던 그의 정책적 방향을 볼 때 굳이 동로마를 정복하기보다는 알라리크의 병력을 이탈리아에서 멀리 떨어뜨려 놓는 것이었다고 여겨진다.
알라리크가 이탈리아 국경 지대의 아이모나 인근에 진을 치고서, 서로마 황제 호노리우스에게 서로마 제국의 속주 가운데 사람이 살지 않는 곳을 골라 고트족의 영구 정착지로 지정해줄 것을 요구하자 스틸리코는 황제의 궁정에 원로원 의원들을 모아놓고 현재 제국의 정세를 설명하면서, 알라리크의 요구사항을 전하는 한편 전쟁과 평화 가운데 무엇을 택할 것이냐를 원로원의 판단에 맡겼다.
보조금 지급 문제가 로마 시민들의 분노를 자극하고 있습니다만, 이를 꼭 야만족 적들의 위협 앞에 어쩔수 없이 내주는 공물이나 몸값 따위의 혐오스러운 것으로 생각할 필요는 없습니다. 알라리크는 그리스인들에게 빼앗긴 콘스탄티노플의 속주들에 대한 공화국의 정당한 권리를 옹호해 왔으며, 약속된 대로 그의 봉사에 대한 공정한 보상을 정중하게 요구했을 뿐입니다. 또한 그가 계획의 실행을 중단했다고 해도, 그의 퇴각은 황제의 단호하신 친서에 복종한 결과였습니다. 이 상반된 명령은 세레나의 중재로 이루어진 것입니다. 부드러운 신앙심의 소유자인 그녀는 양아버님(테오도시우스)의 아드님이신 황족 형제분들(아르카디우스와 호노리우스 형제)의 불화에 깊이 상심하신 나머지, 국익이라는 엄격한 명령보다도 자연스러운 감정을 따랐던 것입니다.

원로원은 처음, 로마의 위엄으로 한낱 야만족 왕에게 불과한 알라리크와 돈으로 굴욕적인 화친조약을 맺을 수 없으며, 고결한 로마의 국민들은 불명예보다 차라리 멸망하는 길을 택할 것이라며 열변을 토했다. 격론 끝에 스틸리코는 간신히 소란을 진정시키고 원로원의 승인을 얻어냈다. 이때 알라리크에 대한 보조금 명목으로 4천 파운드의 금이 지급될 것이 결정되었는데, 원로원 의원 가운데 한 명인 람파디우스만이 끝까지 반대 의사를 비치며 "이건 평화 조약이 아닌 노예 조약이다!"라는 말을 남기고 교회의 성소로 도망갔다. 원로원들은 이러한 람파디우스의 대담성에 찬사를 보냈다고 한다.
로마 군단으로서의 명성과 특권을 여전히 향유하고 있던 군대는 스틸리코가 야만족인 고트족 편을 든다며 분개했고, 로마 시민들은 스틸리코의 잘못된 정책이 국가의 재난을 불렀다며 비난했다. 결정적으로 황제 호노리우스가 올림피우스의 모함에 넘어가 스틸리코를 멀리하기 시작했다. 스틸리코가 자신의 아들 에우케리우스를 황제로 앉힐 음모를 꾸미고 있다며 황제를 부추기는 올림피우스에게 넘어간 호노리우스는 더 이상 로마에 머무르지 않고 라벤나로 돌아가겠다고 선언했다. 나아가 죽은 형 아르카디우스의 뒤를 이어 즉위한 조카 테오도시우스 2세의 속주들을 통치할 의사를 비쳤다. 스틸리코는 먼 콘스탄티노플까지 여행하는 것이 어려우며 비용도 많이 든다는 점을 들어 말렸지만, 호노리우스가 파비아의 진영을 직접 시찰한다는 계획은 막지 못했다. 파비아 진영에는 스틸리코에게 적대적인 로마 군대와 야만족 보조군들로 채워져 있었다. 여기서 스틸리코는 볼로냐를 지나가는 길목에서 호위대로 하여금 황제 앞에서 폭동을 일으키게 했다가 진정시키고서 자신의 중재덕으로 돌렸다고 한다.
황제는 파비아에서 군대를 사열한 뒤, 넷째 날 아침 병사들 앞에서 연설을 했다. 이미 병사들은 올림피우스에게 매수된 뒤였다. 첫 번째 신호가 떨어지자 그들은 그곳에 있던 스틸리코의 지지자들을 모두 살해했다. 대부분 갈리아와 이탈리아의 두 민정 총독, 두 명의 기병대와 보병대 총사령관, 총무장관, 재무관, 회계관, 근위대 총독(코메스) 등 제국 최고 관리들이었다. 볼로냐에서 이 소식을 들은 스틸리코는 자파 지휘관들을 소집했고, 지휘관들은 당장 군대를 일으켜 복수하자는 의견을 내놓았지만 스틸리코는 황제의 운명이 어떻게 되었는지도 몰랐고, 지휘관들이 언제 자신을 배신할지 모른다는 의심으로 머뭇거렸다. 중요한 순간 결과에 대한 불안으로 망설이는 그의 모습에 실망한 지휘관들은 바로 철수해버렸고, 한때 그의 휘하에서 고트족 병사들을 이끌고 싸웠던 사루스가 한밤중에 스틸리코의 막사를 기습해 그를 암살하려 했다. 간신히 피한 스틸리코는 이탈리아의 각 도시에 '야만족에 맞서 성문을 폐쇄하라'는 마지막 경고를 보낸 뒤, 라벤나의 교회로 들어갔다.
총독(코메스) 헤라클리아누스가 새벽녘에 병사들을 이끌고 라벤나의 교회 문앞에 당도해, 주교에게 황제의 훈령으로 스틸리코를 데리러 왔다고 전했다. 스틸리코는 교회를 나서는 순간 헤라클리아누스에 의해 암살되었다. 이때 스틸리코는 저항하지도 않고 담담하게 자신에게 씌워진 죄명을 받아들였고, 구출 작전에 나서려는 추종자들의 흥분을 가라앉힌 채 의연하게 사형을 받았다. 실제로 스틸리코가 알라리크와 내통했는지는 알 길이 없다. 아들 에우케리우스도 그의 사후 곧바로 살해당했다. 에우케리우스가 처형당하기 전, 호노리우스와 혼인했던 누이 테르만티아가 일방적으로 이혼당하고, 파비아에서 살아남았던 스틸리코의 지지자들은 반역적이고 신성 모독적인 음모를 자백하라는 온갖 잔혹한 고문 앞에서도 자신들의 혐의를 부인했다고 한다.
스틸리코의 죽음은 서로마 제국의 큰 손실이었다. 스틸리코 사후 로마군에 복무하고 있던 야만족 용병들이 로마군 손에 학살당했고, 대다수는 서로마 제국을 버리고 알라리크에게 가담했다. 그리고 스틸리코가 처형되고 한 달도 되지 않아 서고트족은 로마의 성벽을 빈번히 포위해왔다. 이러한 위기 앞에 호노리우스는 어떤 대책도 내놓지 못한 채 로마로부터 멀어진 라벤나에 틀어박혀 로마를 떠나줄 것을 요청할 뿐이었다. 그러한 그의 소극적인 태도는 서고트족이 이탈리아 국내를 유린할 틈을 허용했고, 410년의 로마 약탈을 불러 일으키는 원인이 되었다.

## 또 다른 평가
스틸리코에 대한 통설은 다 쓰러져가던 로마 제국을 야만족의 침략으로부터 지켜낸 충성스러운 재상이자 장수였다는 평가가 주류를 이룬다. 하지만 정치적으로도 군사적으로도 불리한 상황에도 불구하고, 다 쓰러져가던 로마 제국을 지탱하려고 했던 스틸리코의 행동에 대해 로마의 사령관으로서의 책무, 내지는 죽은 테오도시우스 황제에 대한 충성심에서 나온 것이라는 설명과는 달리, 아직 동서로 완전히 분열되지 않은 틈에 스틸리코 자신의 아들을 차기 황제로 내세우려는 개인적인 야심 때문이었다는 설도 있다.
딸 마리아를 열네 살의 호노리우스에게 시집보낸 것도 그 포석이었을 거라는 설명이다. 알라리크를 마케도니아에서 패배시킨 일도, 스틸리코가 사실은 알라리크가 영토로 차지하고 있던 다르마티아의 속주를 자신의 지배하에 두려고 했던 것은 아닐까 하는 지적이 있다. 로마가 하드리아노폴리스의 전투(378) 이후 고트족에게 잃은 다르마티아는 매우 풍요로운 토지로 당시 재정난으로 고민하던 스틸리코에게는 매력적인 곳이었다.
만약 이 두 가설이 사실이라면, 같은 입장에 있던 스틸리코와 루피누스의 대립관계도 이해하기 쉬워진다. 호노리우스의 장인이기도 했던 스틸리코가 더 이상 황제의 지위에 가까워지지 못하도록, 또 비옥한 다르마티아를 스틸리코가 차지하지 못하도록 동로마의 루피누스는 그의 병력을 없애 결정적인 승리를 거두지 못하게 하려고 했다는 것이다.
동ㆍ서 로마의 황제에게 있어 야만족의 수장 알라리크가 로마와 동맹을 맺었다는 사실은 반(半)야만족 인사였던 스틸리코를 대신할 인물이 나타났음을 의미했다. 지위나 혈연도 황제에게 가까웠을 뿐 아니라 스스로 황제와 대적할 힘도 기르고 있는 것처럼 보였을 스틸리코가 동ㆍ서 로마의 경계심을 살 만한 경솔한 행동은 하지 않았을 것이다.

## 설명
1. ↑  스틸리코에 대한 기록이 부족한 이유는 그가 로마의 반역자로 몰려 처형당했고, 죽은 뒤 그에 관련된 문헌, 법률, 건축물, 조각품 등의 모든 기록을 말소하는 이른바 기록말살형(라틴어: Damnatio Memoriae)에 처해졌기 때문이다.
2. ↑  루피누스의 오른손은 잘려져 콘스탄티노플의 거리 구석구석까지 돌려지면서 조롱거리가 되었고 목은 긴 창끝에 꽂혀 전시되었다. 다만 그의 아내와 딸은 교회의 보호를 받아 남은 여생을 예루살렘의 조용한 은거지에서 그리스도를 섬기며 보냈다고 한다.
3. ↑  조시무스에 따르면 이것은 우발적인 사고를 가장한 스틸리코의 소행이었다.
4. ↑  알라니족은 개인적으로 스틸리코를 위해 복무에 나섰고, 훈족과 고트족은 라다가이수스의 야망을 저지하기 위해 기꺼이 동참했다고 한다.
5. ↑  프랑크족의 왕 가운데 한 명이었던 마르코미르는 조약의 신의를 어겼다는 이유로 스틸리코에 의해 유죄판결을 받고 투스카니 속주로의 가벼운 추방령을 선고받았지만, 그의 신민들은 왕의 위신이 떨어진 것에 분개하기는커녕 형제를 위해 복수하려던 순노를 죽이고 스틸리코가 선택한 왕들에게 충성했다고 한다.

## 같이 보기
- 리키메르
- 아르보가스트
- 플라비우스 아에티우스

## 참고자료
- 『로마 제국 쇠망사』 에드워드 기번 著, 윤수인 외 옮김(전6권 완역), 민음사, 2010.